# Ernst Fischer (újságíró)
Ernst Fischer (Komotau, Csehország, 1899. július 3. – Deutschfeistritz, 1972. július 31.) osztrák újságíró, kritikus, esztéta, író, politikus.

## Pályafutása
1934-től 1969-ig az Osztrák Kommunista Párt (Kommunistischen Partei Österreichs – KPÖ) tagja volt.
Neve (Roger Garaudyéval egyszerre) az eurokommunizmus szellemi és politikai mozgalma egyik művészeti ideológusként, különösen az ún. Kafka-vita kapcsán vált nemzetközileg ismertté, és nagy hatást gyakorolt a kelet-európai értelmiségnek a szocialista realizmus esztétikai parancsa által gúzsba kötött gondolkodására.
A parttalan realizmus nevében fogant egyes írásai magyarul is megjelentek.

## Művei
- Krise der Jugend, 1931
- Freiheit und Diktatur, 1934
- Die Entstehung des österreichischen Volkscharakters, 1944
- Franz Grillparzer, 1948
- Roman in Dialogen, 1955 (Zusammen with Louise Eisler)
- Kunst und Koexistenz: Beitrag zu einer modernen marxistischen Ästhetik, 1967
- Erinnerungen und Reflexionen, 1969
- Das Ende einer Illusion, 1973
- Von Grillparzer zu Kafka, 1975

## Magyarul
- A vészjel. Dimitrov harca a háborús gyújtogatók ellen; ford. Pollák Dénes; Magyar Könyvtár, Bratislava, 1950
- A nélkülözhetetlen művészet; ford. Nyilas Vera; Gondolat, Bp., 1962 (Studium könyvek)
- Századunk osztrák lírája; vál., szerk., jegyz. Hajnal Gábor, bev. Ernst Fischer; Európa, Bp., 1963
- Jelzőtűz. Dimitrov harca a háborús gyújtogatók ellen; ford. Mátrai Tamás; Kossuth, Bp., 1963
- A romantika lényege; ford. Beck Erzsébet, bev. Vajda György Mihály, jegyz. Z. Wittmann Livia; Gondolat, Bp., 1964 (Studium könyvek)
- A fiatal nemzedék problémái. Tehetetlenség vagy felelősség?; ford. Nyilas Vera; Gondolat, Bp., 1964 (Studium könyvek)
- Korszellem és irodalom; ford. Beck Erzsébet; Gondolat, Bp., 1966
- Művészet és koegzisztencia. Adalék egy modern marxista esztétikához; Kossuth, Bp., 1970